# Marie Théophile de Rodez-Bénavent
Marie Théophile de Rodez-Bénavent est un homme politique français né le 27 août 1817 à Montpellier (Hérault) et décédé le 13 septembre 1883 au château de Val-Marie (Hérault).

## Biographie
Riche propriétaire, il fait partie de l'opposition légitimiste à l'Empire. Il est conseiller municipal de Montpellier en août 1870 et conseiller d'arrondissement, puis conseiller général du canton de Ganges en 1874. Il est représentant de l'Hérault de 1871 à 1876, inscrit à la réunion des Réservoirs et siégeant à l’extrême droite. Il est sénateur de l'Hérault de 1876 à 1879.

## Sources
- « Marie Théophile de Rodez-Bénavent », dans Adolphe Robert et Gaston Cougny, Dictionnaire des parlementaires français, Edgar Bourloton, 1889-1891 [détail de l’édition]